# یواس‌اس گاردفیش (اس‌اس-۲۱۷)
یواس‌اس گاردفیش (اس‌اس-۲۱۷) (به انگلیسی: USS Guardfish (SS-217)) یک زیردریایی بود که طول آن ۳۱۱ فوت ۹ اینچ (۹۵٫۰۲ متر) بود. این زیردریایی در سال ۱۹۴۲ ساخته شد.